# Národní rozhodčí soud pro sport
Národní rozhodčí soud pro sport je nezávislým orgánem státu se sídlem v Praze, který rozhoduje spory v souvislosti s dopingem a spory ve věcech disciplinárních deliktů sportovců anebo členů sportovních organizací. Působnost rozhodčího soudu je vymezena zákonem č. 115/2001 Sb., o podpoře sportu.
Sídlem rozhodčího soudu je sídlo Národní sportovní agentury (Českomoravská 2420/15, Praha 9, 190 00), rozhodčí soud však vykonává svěřené úkoly nezávisle na této agentuře a není vázán jejími pokyny. Řízení konané před rozhodčím soudem není rozhodčím řízením ve smyslu zákona č. 216/1994 Sb., o rozhodčím řízení a o výkonu rozhodčích nálezů. Národní rozhodčí soud pro sport není stálým rozhodčím soudem.
V čele rozhodčího soudu stojí předsednictvo, které je složeno z pěti členů. Rozhodčí soud má svého předsedu, prvního a druhého místopředsedu a dva členy předsednictva. Členství v předsednictvu rozhodčího soudu je čestné a neplacené. Funkční období všech členů předsednictva rozhodčího soudu je 6 let.
Soud vznikl dnem 1. dubna 2023 a jeho předsedou je Mgr. Petr Kubíček.